# Waffensystem

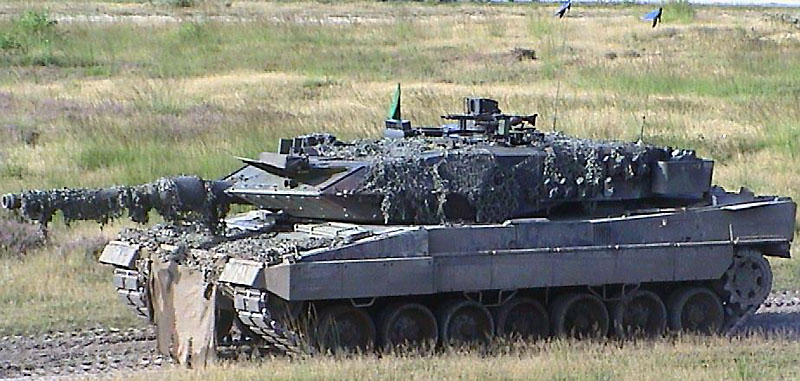
Der Kampfpanzer Leopard 2 ist ein modernes und komplexes Waffensystem

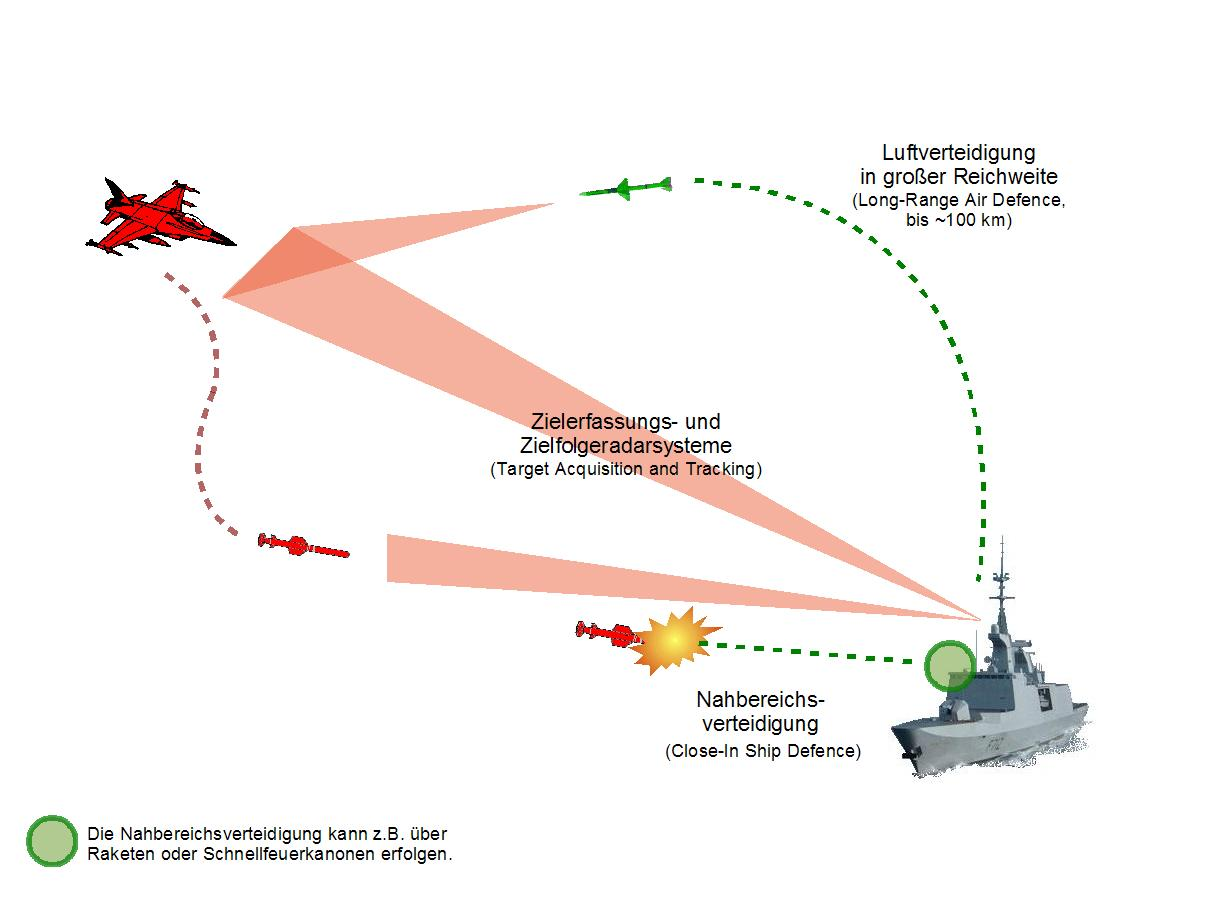
Die Luftverteidigung eines Schiffes greift auf verschiedene Waffensysteme zurück

Im Allgemeinen bezeichnet der Begriff Waffensystem komplexes technisches Wehrmaterial, meist modernes militärisches Großgerät des Industriezeitalters. Ein Bestandteil des Waffensystems ist die eigentliche Waffe.
Waffensysteme können von unterschiedlicher Größe sein und auch aufeinander aufbauen. Beispielsweise ein Luftabwehrflugkörper in einem Nahbereichsverteidigungssystem auf einem Kriegsschiff, welches mit anderen Schiffen einen Flugabwehrverbund bildet. Jede dieser einzelnen Stufen (Flugkörper, Nahbereichsverteidigung, Schiff und Luftabwehrverbund) kann als Waffensystem bezeichnet werden.

## Definition
Der Definition eines allgemeinen Systems folgend, ist ein Waffensystem ein Verbund einzelner technischer Elemente, welche untereinander wechselwirken und durch diesen Verbund eine verbesserte Waffenwirkung erzielen oder überhaupt erst ermöglichen.
Im Einzelfall ist die Frage, ob ein Waffensystem vorliegt, nicht ganz einfach. Besonders die technische Wechselwirkung ist schwierig zu beurteilen. Normalerweise geht diese über einen trivialen technischen Zusammenhang wie beispielsweise die Befestigung hinaus.
Beispiele:
- Das Zielfernrohr eines Gewehrs steigert die Effektivität der Waffe, ein Waffensystem wird das Gesamtgebilde dadurch jedoch nicht, da die Kopplung durch den Bediener erfolgt. Dagegen kann das Waffensystem CROWS als solches bezeichnet werden, weil es über einen Laserentfernungsmesser und über automatische ballistische Korrektur verfügt.
- Ein Geschütz auf einer Selbstfahrlafette oder einem Schiffsdeck bildet zunächst eine Waffenplattform, aber nicht unbedingt ein Waffensystem. Davon kann man ausgehen, wenn beispielsweise die Motorleistung sowohl für den Antrieb des Fahrzeugs als auch zum Richten des Geschützes verwendet wird.
- Ein Flugzeug mit einem montierten Maschinengewehr wird erst dann zum Waffensystem, wenn beispielsweise das MG und der Flugzeugmotor durch einen Synchronisationsmechanismus gekoppelt werden, so dass zwischen den Rotorblättern hindurch geschossen werden kann.
- Modularität ist nicht zwingend ein Kennzeichen von Waffensystemen: Handfeuerwaffen mit Erweiterungsmöglichkeiten (z. B. Granatwerfer, Bajonett) steigern zwar den Kampfwert der Waffe, aber aufgrund der fehlenden direkten Wechselwirkung bilden sie keine Waffensysteme. Dagegen ist beispielsweise ein Flugabwehrraketensystem i. A. ein modular aufgebautes Waffensystem. Die verschiedenen Elemente wie Sensoren (z. B. eine Radaranlage), Steuerstelle und Startanlage können an verschiedenen Orten liegen und an die jeweiligen Gegebenheiten angepasst sein. Die Wechselwirkung erfolgt über Datenkommunikation.

Der Begriff wird umgangssprachlich teilweise ungenau verwendet und variiert zudem nach Themengebiet. Eine Ursache hierfür dürfte die Tatsache sein, dass die zugehörigen theoretischen Grundlagen kaum an öffentlich zugänglichen Instituten gelehrt werden. Da das Wort „System“ eine verkaufsfördernde Wirkung haben kann, wird es nicht selten aus Gründen des Marketings hinzugefügt.
Bei der Beschaffung eines Waffensystems (insbesondere durch das Bundesamt für Ausrüstung, Informationstechnik und Nutzung der Bundeswehr) wird der Begriff ausgedehnt. So ist mit dem Systembegriff nicht nur ein einzelnes Flug- oder Fahrzeug gemeint, sondern auch die gesamte Peripherie, zum Beispiel Simulatoren, Werkzeuge, Messgeräte, speziell angepasste Waffen und eventuell ein Ersatzteilvorrat und Betriebsstoffe. Deshalb sind die Beschaffungskosten eines Waffensystems oft wesentlich höher als das Produkt aus Anzahl und Einzelkosten.
Im Rahmen von Betrachtungen des internationalen Rechts wurde im „HPCR-Handbook“ der Begriff „Weapon-System“ wie folgt definiert:
- „A weapon system consist of one or more weapons with all related equipment, materials, services and means of deyployment (if aplicable) required for selfsuffciency.“[1]

## Kulturelle und technische Entwicklung

### Der Weg zum modernen Waffensystem

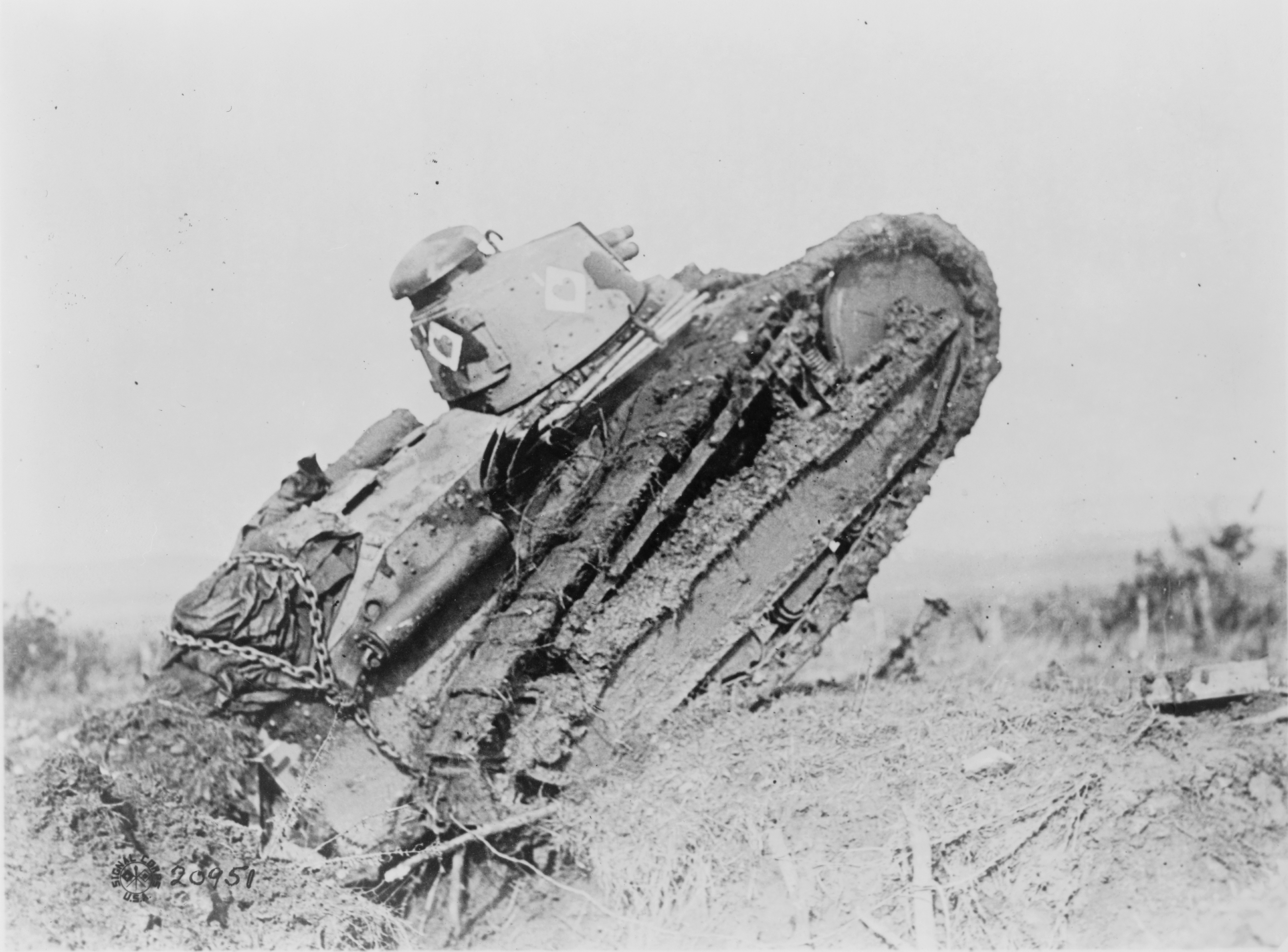
Die „Tanks“ des Ersten Weltkrieges gehören zu den ersten modernen Waffensystemen

Die Entwicklung von Waffensystemen reicht weit zurück und basiert auf den Kriegsmaschinen der Antike und des Mittelalters. Durch die immer weiter entwickelte Industrialisierung des 19. Jahrhunderts wurde der Grundstein zu den komplexen und hochtechnischen modernen Waffensystemen gelegt und ermöglichte eine fortschreitende Technologisierung des Militärs mit revolutionären Auswirkungen auf die Kriegführung. Die Entwicklung moderner Waffensysteme erzeugte eine sich steigernde Spirale der Aufrüstung sowie Spezialisierung und erzwang ein Umdenken der Militärführung und Militärtheoretiker.
Einen technischen Sprung, der während des Zweiten Weltkrieges eingeleitet wurde, brachte besonders die Entwicklung der Sensorik, in Verbindung mit der Absicht, den Gegner möglichst auf Abstand und überraschend zu treffen, mit sich. Die Ortung eines Ziels, die Verarbeitung der erhaltenen Informationen und die darauf folgende und abgestimmte Reaktion durch das Waffensystem stellen die moderne Verkettung der Verteidigung dar. Häufig findet sich diese standardisierte Reihenfolge in dem Waffensystem selber wieder und wird manuell durch den Menschen oder automatisiert über einen Prozessor gesteuert.

### Der Soldat der Zukunft

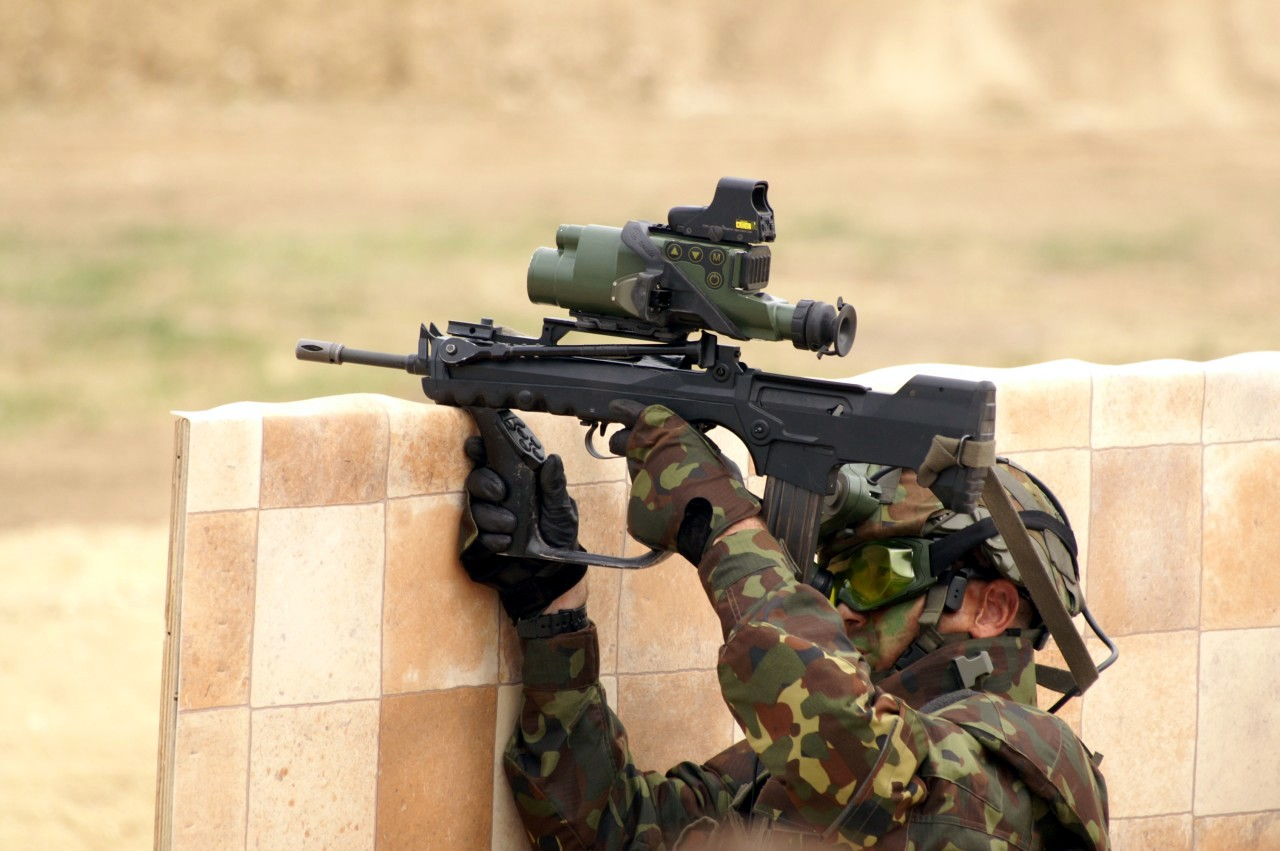
FELIN-Soldat mit Helmvisier

Bestimmte Arten von Handfeuerwaffen (vor allem Schnellfeuerwaffen) sind heutzutage aufgrund der modernen Anforderungen ebenfalls zu Waffensystemen erweiterbar. Bereits im Vietnamkrieg entstand eine Kombination aus Sturmgewehr und Granatwerfer zur Effektivitätssteigerung des Infanteristen beim Angriff auf feindliche Stellungen. Die Sensorik trägt ihren Teil dazu bei, da durch sie heutige Infanteristen und ihre Handfeuerwaffe zu einem zusammenwirkenden System werden. Projekte zur Modernisierung der Infanteristen finden ihren Weg in immer mehr Streitkräfte der Welt. Die Bundeswehr gehörte zu den ersten Streitkräften, die mit ihrem „Infanterist der Zukunft“ neue Wege zur verbesserten Informationsgewinnung und Kampfwertsteigerung suchte. Zu den technischen Einrichtungen, die eine Handfeuerwaffe zu einem System werden lassen, gehören zum Beispiel Granatwerfer, Infrarot-Zielgeräte und mit einer Kamera an der Waffe verbundene Helmvisiere. Durch letztere Einrichtung kann der Soldat zum Beispiel aus der Deckung heraus oder um eine Ecke herum ein Ziel erfassen. Es wird auch großer Wert auf einen modularen Aufbau gelegt, um die Waffe den verschiedenen Anforderungen des Einsatzes in kürzester Zeit und mit wenig Aufwand anzupassen.

### Mensch-Maschine-Schnittstelle
Es wird auch umgangssprachlich von einer „Verschmelzung“ des Menschen mit der Maschine gesprochen. Eine Überwachung der Systeme durch den Menschen bleibt bei allem Fortschritt nicht aus. Sogenannte „Human-Machine Interfaces“ (dt.: Mensch-Maschine-Schnittstelle) verbessern die Entscheidungsfähigkeit und die entsprechende Reaktion des Menschen durch weiterentwickelte Informationsdarstellung (z. B. Head-Up-Display oder Helmvisier) und einfacherer Bedienung (z. B. Spracheingabe).

### Automatisierung

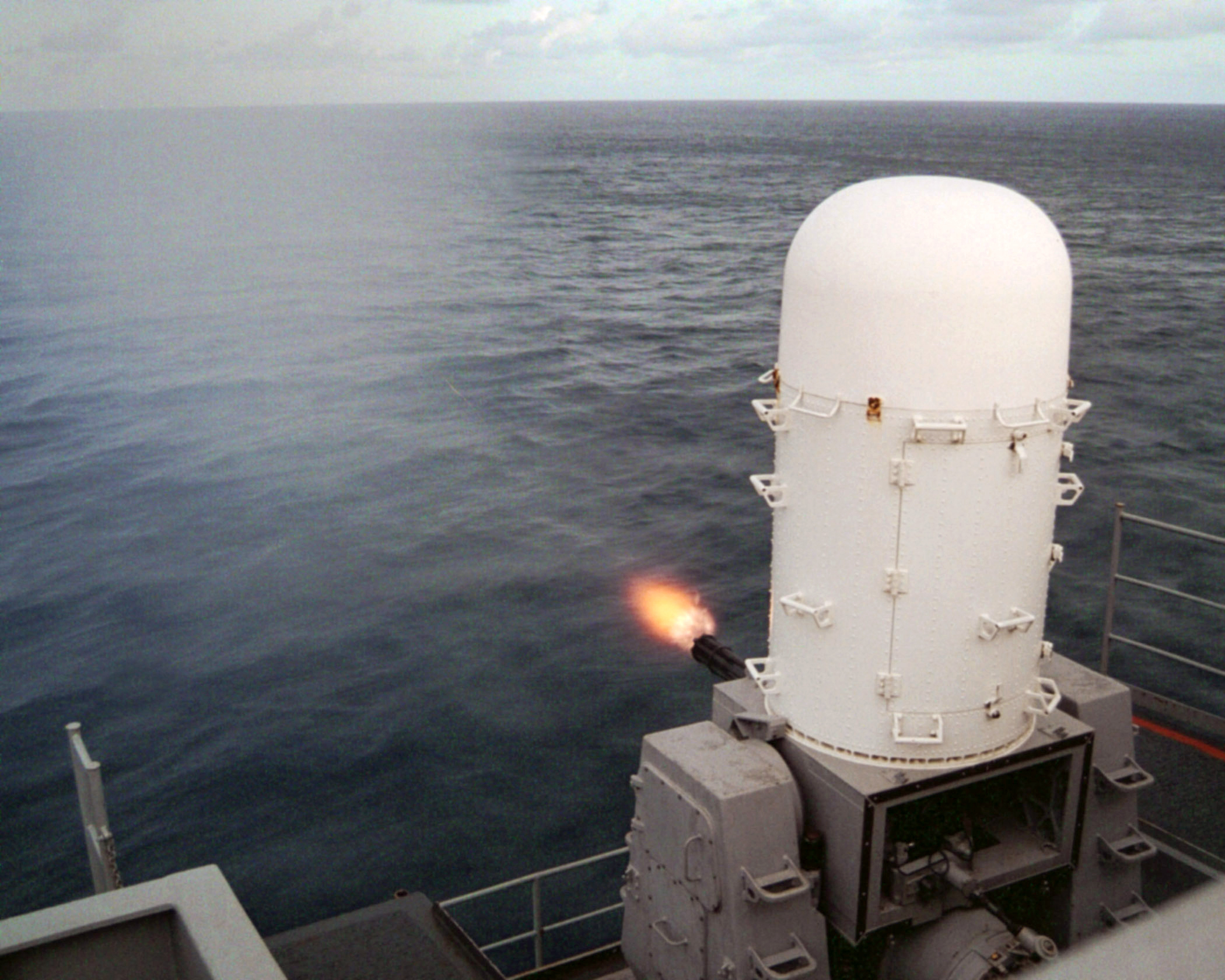
Das Phalanx CIWS arbeitet vollständig autonom

Heutige Waffensysteme können auch vollkommen autonom und schneller als die menschliche Reaktionsfähigkeit auf eine Bedrohung reagieren. Durch die Verbesserung der Waffensysteme wird auch eine entsprechende Reaktion der verteidigenden Systeme erforderlich, die menschliche Fähigkeiten übersteigen kann. Ein technologisches Beispiel stellen sogenannte Close-in-Weapon-Systems (CIWS) wie das Phalanx CIWS oder das Goalkeeper dar, die mehrere überschallschnell aus verschiedenen Richtungen auf das Schiff zukommende Seezielflugkörper auf kurze Distanz (Nahbereichsverteidigung) zerstören kann.
Durch diese Formen der Automatisierung werden vollkommen neue Konzepte der Verteidigung ermöglicht. So stehen  beispielsweise dem Verteidigungs- und Gefechtssystem auf einem modernen Kriegsschiff zahlreiche untergeordnete und gestaffelte Waffensysteme zur Verfügung, die den Bedrohungen entsprechend eingesetzt werden. Die Waffensysteme werden zentral von der sogenannten Operationszentrale (OPZ) gesteuert.

### Unbemannte Systeme
Auch unbemannte Flugzeuge (UAV; dt. Drohne), Fahrzeuge und Boote werden heutzutage mit Waffen ausgestattet und zu Waffensystemen einer neuen Art. Während unbemannte Fahrzeuge und Boote sich größtenteils noch in der Entwicklung oder Erprobung befinden, haben unbemannte und bewaffnete Flugzeuge (UCAV, Unmanned Combat Air Vehicle) bereits erste Kampfeinsätze hinter sich. Sie fliegen entweder einen voreingestellten Kurs oder sind ferngesteuert. Auch im ersteren Fall ist ein ständiges Eingreifen durch einen Piloten möglich. So können beispielsweise während des Einsatzes neu entdeckte Ziele angegriffen werden. Eine große Zahl von Bodenzielen im Irak wurde mit der Drohne MQ-1 Predator zerstört.
In zahlreichen Staaten laufen Entwicklungsprogramme zu unbemannten Kampfflugzeugen. Während die US-amerikanische Verteidigungsindustrie vor allem an den Projekten X-45 (Air Force und Boeing) und X-47 (Navy und Northrop Grumman) arbeitet, haben sich verschiedene europäische Staaten zu zwei Initiativen zusammengeschlossen: das Neuron-Projekt und die UCAV-Entwicklung der ETAP.

### Einsatzzweck in den Streitkräften
Im Folgenden wird aufgelistet, in welchen Bereichen und zu welchen Zwecken Waffensysteme angewendet werden. Die Nutzung der einzelnen Waffensysteme durch die verschiedenen Teilstreitkräfte kann in jedem Staat unterschiedlich sein.
| Bodenfahrzeuge | Seefahrzeuge | Luftfahrzeuge | Infanterie                                            |
| --- | --- | --- | ----------------------------------------------------- |
| - Kampfpanzer, gepanzerte Fahrzeuge, Raketenwerfer, Artillerie, Flugabwehr (-fahrzeuge) - Luftverteidigung - Artillerie | - Kriegsschiff, U-Boot - Luftverteidigung - Geschütze - U-Boot-Bekämpfung - Kurzstrecken-, Mittelstrecken- und Interkontinentalraketen | - Jagdflugzeug, Jagdbomber, Bomber, Kampfhubschrauber, Unterstützungshubschrauber - Luftverteidigung - Luft-Boden-Bekämpfung (Luftunterstützung) - Schiffs- und U-Boot-Bekämpfung - Combat Search and Rescue | - Handfeuerwaffen - Häuserkampf (MOUT) - Objektschutz |

## Beispielliste moderner Waffensysteme
Da die vollständige Auflistung aller existierender Waffensysteme aus Platzmangel hier nicht möglich ist, stehen im Folgenden nur einige repräsentative Beispiele zu den einzelnen Bereichen.
| Landsysteme | Marinesysteme | Luftfahrtsysteme |
| --- | --- | --- |

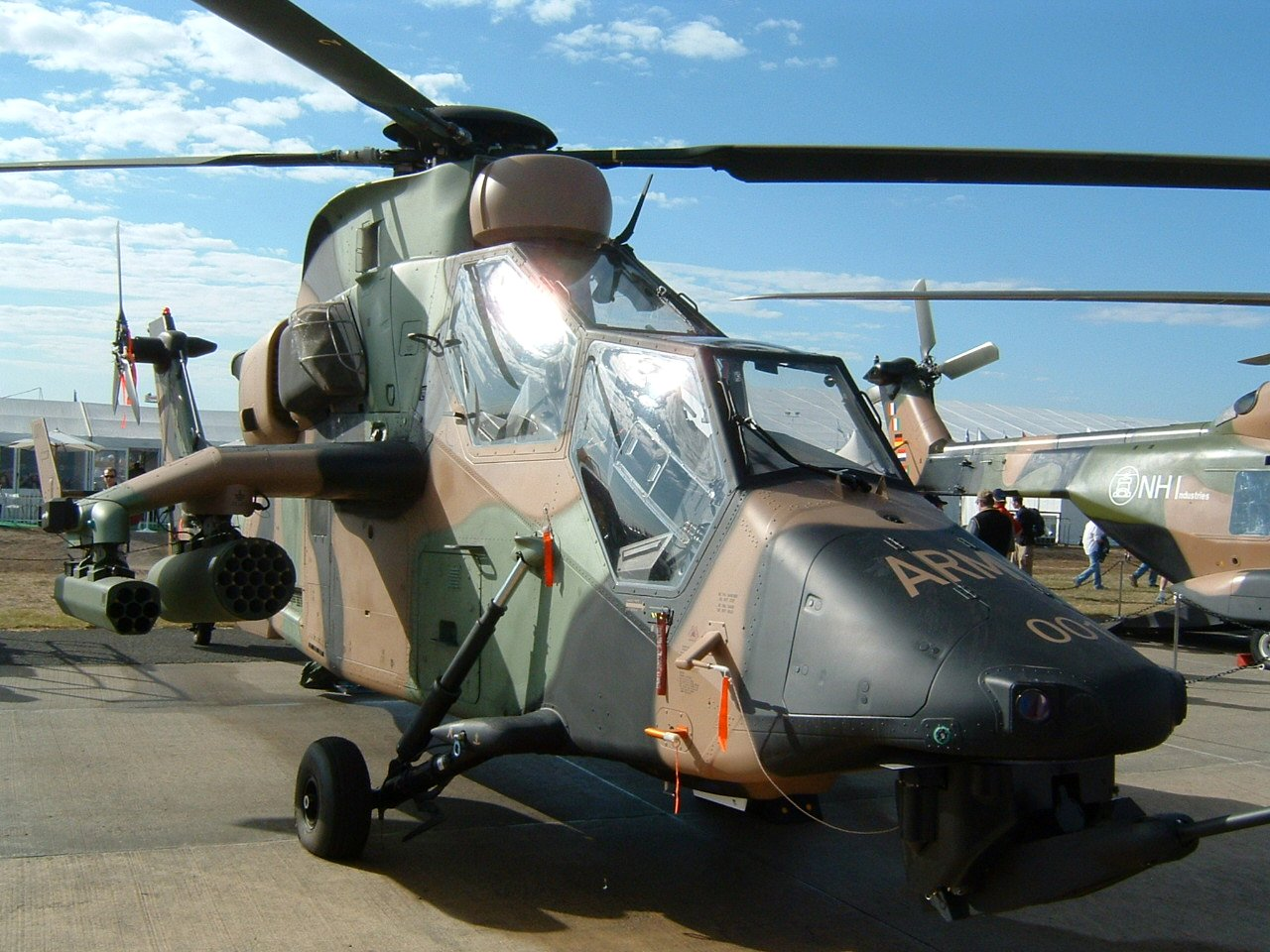
Der Kampfhubschrauber Tiger

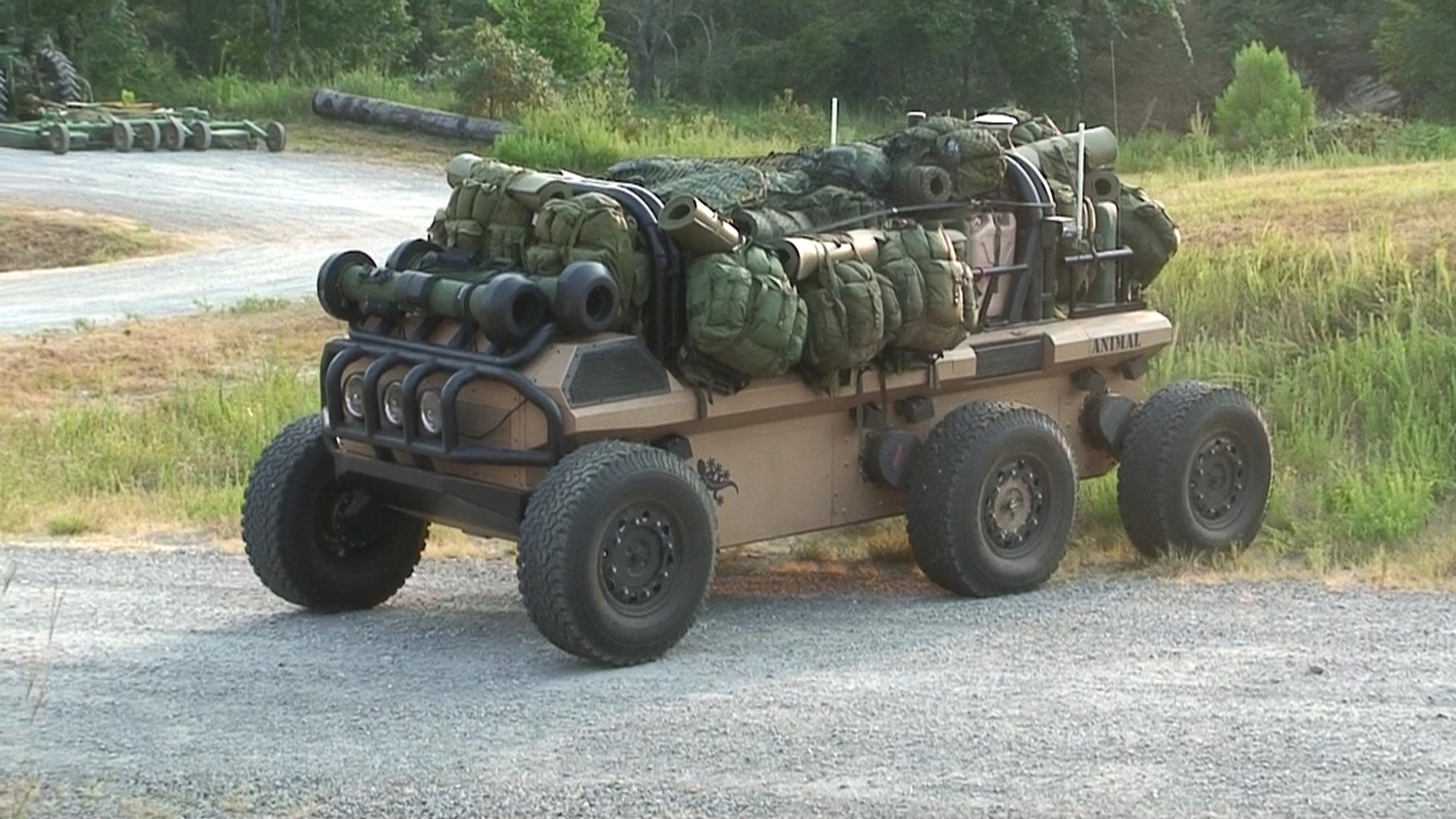
Das Multifunctional Utility/Logistics and Equipment

| - Kampffahrzeuge: - M1 Abrams - Puma - Artilleriesysteme: - MLRS - Panzerhaubitze 2000 - Luftverteidigungssysteme: - Patriot - Ozelot - Infanteriesysteme: - Daewoo K11 - Javelin Medium Antiarmor Weapon System - Unbemannte Systeme: - Multifunctional Utility/Logistics and Equipment | - Kriegsschiffe: - Sachsen-Klasse - Visby-Klasse - Schiffsgeschütz: - 57 × 438 mm Bofors 57 mm/70 - Oto Melara 127 mm/54 - Anti-Schiff-Flugkörper: - RBS 15 Mk3 - AGM-84 Harpoon - Luftverteidigungssysteme: - Phalanx CIWS - RIM-116 RAM - Unbemannte Systeme: - Protector M151 | - Kampfflugzeuge: - Eurofighter Typhoon - Lockheed F-22 - Suchoi Su-57 - Bomber: - B-2 Spirit - Tupolew Tu-160 - Kampfhubschrauber: - Eurocopter Tiger - Hughes AH-64 - Unbemannte Systeme: - MQ-1 Predator - EMT Luna |